# Slađana Mirković
Slađana Mirković (Sevojno, 7 de outubro de 1995) é uma voleibolista sérvia. Medalhista olímpica em tokyo e também campeã mundial com sua seleção no ano de 2022

## Carreira
Mirković integrou a equipe da Seleção Sérvia de Voleibol Feminino nos Jogos Olímpicos de Verão de 2020 em Tóquio, quando conquistou a medalha de bronze após derrotar a equipe sul-coreana por 3 sets a zero.